# Robert Jarni
Robert Jarni född den 26 oktober 1968 i Čakovec, Jugoslavien (nuvarande Kroatien), är en före detta jugoslavisk och kroatisk landslagsman i fotboll som har spelat i klubbar som Hajduk Split, Juventus, Bari, Real Madrid och Panathinaikos. 81 matcher och 2 mål blev Jarnis facit i det kroatiska landslaget där han spelade som vänsterback. Ett av målen gjorde han i VM-kvartsfinalen 1998 mot Tyskland (3-0).
Jarni var i perioder under åren 1991-1993 soldat i de Jugoslaviska krigen, där han kämpade för sin kroatiska by Čakovec. Han var här nära döden vid ett flertal tillfällen. Samtidigt hade han kontrakt med, och spelade också matcher för, den italienska klubben AS Bari. Julen 1993 lämnade han dock kriget och sökte sig i säkerhet i Österrike.